# دانیله سیلی
دانیله سیلی (انگلیسی: Daniele Cilli؛ زادهٔ ۱۹ مارس ۱۹۸۸) بازیکن فوتبال اهل ایتالیا است.
از باشگاه‌هایی که در آن بازی کرده‌است می‌توان به باشگاه فوتبال باری اشاره کرد.